# クジン人
クジン人（英文の複数形でKzinti、単数形の場合Kzin）はラリー・ニーヴンのSF小説「ノウンスペースシリーズ」に登場する架空の宇宙人である。

## 背景

### 生態
クジン人は平地性のネコに似た生物から進化し、恒星間航行の技術を手に入れるに至った種族である。外見は地球のネコ科の生物に似ており、オレンジ色の縞模様の毛皮に覆われている。
身体は地球人より大きく、直立時の身長は約8フィート、体重は約500ポンドのライオンほどの大きさである。直立歩行生物であるが、獲物を追う場合は四足で駆ける場合がある。頭部には一対の大きな膜状の耳がある。胴体内には脊椎のない円筒形の骨格を持つ。また巨大な牙と爪を持つ。ピンク色のネズミのような尾が一本ある。主食は生肉である。
性別は人類と同様に男女に分かれている。女性はほとんど知性を持たないよう、男性によって品種改良されてきた。性質は非常に好戦的で残忍である。
ごく少数だが発育が阻害され、薬物中毒のテレパスに仕立て上げられるものもいる。ただ、そのようなクジン人は子孫を残すことが法律上禁じられている。

### 言語
クジン人は言語をもつ。話し言葉は「ますらおことば」とよばれ、その発音は人間にはネコ科の動物が吼えているように、あるいは罵り合っているように聞こえると言われているが、単語程度なら聞き分ける人もいる。
また文字も持っており、コンマとピリオドを組み合わせたような字体をなす。

### 名前
一般的なクジン人には名前が無く、役職名で呼ばれる（「スレイヴァー研究員」、「獣への話し手」など）。何らかの功績があったものは族長から名前を許されることがある。また、貴族出身者は半名前（ハーフネーム）を持つものもいる。

### 文化
- 日の入りを鑑賞する風習を持つ。
- 危険な状態を好ましいものと考える傾向がある。あるいは、敵が攻撃してこない場合、侮辱されたものと考える。

### ファーストコンタクトと人類・クジン戦争
クジン人は人類がノウンスペースで初めて出会った、現存の異星人である。
それまでの人類世界は歴史上かつてないほど平和になりつつあり、他人に暴力を振るうような人間はごくわずかになっていた。ときおり小惑星帯で突発的な騒乱はあったものの、そのような場所では心理学や医療がさほど普及していなかったという理由もある。
クジン人との遭遇により、この人類の黄金期は終わりを告げることになる。
短編「戦士たち」（『太陽系辺境空域』収録）において、重力制御による無反動推進、テレパス、巨大な軍事帝国など、人類よりはるかに進歩していたクジン人は深宇宙で人類の核融合推進の宇宙探査船に遭遇した。
クジンのテレパスが、人類は武装しておらず武器の概念さえ理解していない、と読み取った直後、クジン人は攻撃を開始した。遠隔操作による攻撃で中の乗組員だけを焼き殺し、調査のため宇宙船は無傷で拿捕しようとしたのである。
しかし人類の乗組員の一人が宇宙船のある装備を武器として使えることに気づき、クジンの宇宙船を撃破した。
この事件は、それまで異星人が武装しているなど考えもしなかった地球人へ警鐘を鳴らすこととなった。これが第一次人類・クジン戦争の始まりであった。
その後クジンはケンタウルス座アルファ星系にある人類の殖民星であるウンダーランドを侵略、占拠する。この惑星は地球を攻撃するための橋頭堡となった。
最初の戦争の記録によれば、武器をもたなかった人類は通信レーザー、核融合駆動、マスドライバーを武器代わりにすることで最初の侵略を防いだ。
全部で五回の侵略戦争が行なわれ、人類はいずれもクジンを撃退した。だが、クジン人は「一声わめいてとびかかる」よりも上手い戦争のやり方を学びつつあった。また太陽系の防衛システムもクジンの物量、兵力、テクノロジーの前には早晩、敗戦するであろうことは地球の軍の上層部にとっても明らかであった。
次の攻撃を遅らせるため、ある宇宙船が相対論的攻撃船 (relativistic kill vehicle) として配備され、光速の99%に加速されウンダーランドに突入した。その衝撃は惑星の一部を壊滅させ人類とクジンの双方に犠牲者を出し、クジンは後続の地球侵略艦隊の派遣を躊躇することとなった。この宇宙船にはリソブレーキ (lithobraking) - 天体に衝突することによる減速 - 用に停滞フィールドが装備してあったので搭乗員はウンダーランドへの着陸に成功、クジン人指揮官の暗殺を成し遂げた。
だが、次の侵略艦隊が来るのが時間の問題であることにはかわりなかった。
ちょうどその時、アウトサイダー人の宇宙船がウィ・メイド・イット近傍を通過し、人類の植民地にハイパードライヴの秘密を売ることになる。これはクジンにとっては未知の技術であった。
ハイパードライヴを装備した超光速艦隊は地球に派遣され、第6次地球侵略艦隊を先制攻撃、つづいてウンダーランドを開放、さらに他のクジンの様々な星系を攻撃した。ハイパードライヴによって人類艦隊はクジンの準備が整う前に戦力を結集、展開させることができるようになったのである。やがてはクジンを敗走させ、連戦連勝するに至った。
多くのクジン領土が奪われ、多くのクジン人が死んでしまったことに族長がはじめて気付いたのは、人類の軍艦がクジン母星の上空に出現したときであった。
ノウンスペースのシェアワールドでのニーヴン以外の作家たちによる他の作品中では、第1次から第5次までの人間・クジン戦争について言及している。小説『リングワールド』ではルイス・ウーがこれらのことについて回想している。曰く、クジン人はいつも準備が整う前に攻撃してきたので本当の驚異などではなかった、と。
後方支援や技術的な優位性が徐々に失われていったため、戦争を重ねるにつれ、クジンは人類に植民惑星を奪われてゆくことになった。この過程で人類はパイア人とクダトリノ人とのファーストコンタクトを行なった。彼らは奴隷種族だったが、キャニヨン（旧称ウォーヘッド）とファフニール（同、Shasht）の統治権を引き継ぐことになった。
最終的にはクジンの敗北はピアスンのパペッティア人の陰謀によるものであることが判明する。アウトサイダー人をウイ・メイド・イット星系に誘導したのはパペッティア人である。彼らは戦争のたびにクジン人の人口のうち闘争的な75パーセントを間引くことによって、温和な種族を作り出そうとしてきたのであった。それが叶わないまでも、せめて他の種族を食い殺さなくても共存していけるよう望んだのである。クジン人自身はそれほど変ったとは感じなかったし、支払った代償の大きさも重視しなかったが、その形質の変化は劇的なものであった。事実、クダプトと呼ばれるクジンが人類に敗北したことを憂えるカルト集団は、人類というものを、神がその姿を（クジン人ではなく）人類に似せて造り、人類を他のどの種族よりも愛し、守っているのだと考えてさえいるのである。
パペッティア人の望みどおり自然淘汰、つまり仕組まれた戦争によって凶暴で攻撃的なクジン人は死に、より穏やかで賢く慎重なクジン人が生き残ることとなった。このためもはや新たな人間・クジン戦争は起こらないと思われる。やがては人類に勝利するほどの知性と先見性を得る時が来るかもしれないが、そのための人口も気力も足りないはずである。
ルイス・ウーがクジン母星を訪問し、族長の保護公園への立ち入りを許可された際、クジン人の親子に出くわしたときの逸話がある。
子供が親に、この人間は喰えるのかと訊ねたとき、ルイスは歯を見せて笑った（クジンでは歯をむき出しにすることは即ち挑戦を意味する）。そして親は、ダメだと答えたという。当時の両種族間の関係は、クジンが人類に害をなすのは大きな代償を要するほどのものになっていたことを示している。

## 他のSF作品でのクジン人
ニーヴンが脚本を書いた『まんが宇宙大作戦』（原題：Star Trek: The Animated Series）のエピソードが一つある。サブタイトルは「過去から来た新兵器」（原題：「The Slaver Weapon」）で、内容はスリント人や停滞ボックスを連想させるものとなっている。本作品の舞台設定の中ではクジンは盟主クジンとして知られる強大な帝国で、ライラ惑星帝国の宿敵として描かれている。クジンとライラ人は共通の祖先を持つことが示唆されているものの、相互に激しく拒絶しあっている関係である。
スタートレックに関連する一連のゲーム作品の背景世界 (Star Fleet Universe, SFU) でのクジン人の性質は、ニーヴンの作品で描かれているものとは異なり、蝙蝠の羽のような耳はないし、女性にも知性がある。彼らは近隣の星間国家である惑星連邦、クリンゴン帝国、ライラ惑星帝国、ハイドラ王国などと戦争をする。
パソコンゲーム「スターフリートコマンド」の取扱説明書では、クジンはライラの敵対種族である、と物語の背景の説明で明記している。続編「Star Fleet Command II: Empires at War」では盟主クジンは単にマイラック惑星連盟と名前を変えて紹介されている。
クジン人は長らくスタートレックの「正史」では言及されてはいなかった（以前から、『スタートレック:ディープ・スペース・ナイン』中で何度か言及されているセンケチ人（Tzenkethi）はクジン人が元になっているのでは、という噂がある。しかしこれは二つの種族名がたまたま似ているというだけのことであろう）が、『スタートレック:ピカード』の作中において台詞で言及され、『スタートレック:ローワー・デッキ』では久々の再登場を果たした。
1990年代初期のビデオゲーム「ウイングコマンダー」シリーズの序盤に登場する敵であるネコ型宇宙人「キルラシ（Kilrathi）」の設定は、クジンが影響していると思われる。それが本当かどうかは別として、「ウイングコマンダー2」の一部にニーヴン・セクターと呼ばれる宇宙空間領域を舞台としたシナリオがある。